# Meister der Magie
Meister der Magie (MdM) ist ein freies Pen-&-Paper-Rollenspiel mit einem Fantasy-Setting. Regeltechnisch basiert das Spiel auf einem W6- oder W20-Würfelsystem, es werden also nur sechs- oder zwanzigseitige Würfel zum Spielen benutzt. Ein wichtiger Aspekt des Spielsystems ist seine Offenheit für Änderungen, jeder kann das Spiel seinen Vorstellungen anpassen.

## Spielsystem
Der Charakter definiert sich aus Persönlichkeitsmerkmalen (PM) und Eigenschaften (ES). Persönlichkeitsmerkmale beschreiben die Grundzüge des Charakters: Aus den PM Körper, Motorik, Bewusstsein, Geist, Intellekt und Charisma bilden sich Werte wie Lebenspunkte und Kampfwürfel, die in Situationen wie Kämpfen oft gebraucht werden. Je drei Eigenschaften sind einem PM zugeordnet, wobei eine ES direkt dem PM zugeordnet ist, die anderen beiden sind gleichzeitig den beiden angrenzenden PM zugeordnet. Um dies zu visualisieren, wird eine grafische Beschreibung, das so genannte Charakterprisma benutzt.
Kämpfe werden anhand physischer Attribute wie Lebenspunkte, Kampfwürfeln und Handlungen ausgetragen. Diese Attribute errechnen sich aus den PM. Dabei werden die Kampfwürfel frei zum Durchführen begrenzter Handlungen verteilt.
MdM kennt kein Stufensystem. Erfahrungspunkte werden direkt als PM gesteigert, daraus resultierend können angrenzende Eigenschaften mit gesteigert werden.

## Charaktererschaffung
Ein wichtiges Merkmal der Charaktererschaffung ist das Erstellen der Heldengeschichte. Dabei wird in einer Geschichte beschrieben, wer der Charakter ist: Aussehen, Herkunft, Charakterzüge, Motivation, Ausrüstung und nicht zuletzt seine Fertigkeiten. Da MdM keine Klassen kennt, kann nur so der Charakter eindeutig beschrieben werden. Man sagt also nicht: "Für meinen Charakter wähle ich die Klasse Kämpfer", vielmehr beschreibt man den Charakter als muskulös und sportlich, mit Waffenfertigkeiten. Die um diese Fakten entstehende Geschichte gibt dem Helden zusätzlich ein Profil, was gutem Rollenspiel immer dienlich ist.

## Magie
MdM ist stark von der Magie geprägt. Ein Charakter, der magisch begabt ist, muss einige Regeln mehr beachten, hat im Gegenzug jedoch auch mehr spielerische Möglichkeiten. 
Die Magie ist in folgende Richtungen unterteilt, aus denen der Zauberer bis zu vier wählen kann:
- Neutrale Magie: Das Handwerkszeug des Zauberers, das ihm für viele Situationen passende Zauber bietet.
- Naturmagie: Die Naturmagie bietet viele nützliche Zauber und ist sehr vielseitig. Elementarzauber der Erde und Eis sind ebenfalls vertreten.
- Hexermagie: Die Hexermagie bietet Zauber aus den Domänen Geist, Wind und Wasser. Reisezauber und Unsichtbarkeitszauber können ebenfalls gewirkt werden.
- Chaosmagie: Die Magie des Feuers und der Zerstörung. Die Chaosmagie ermöglicht es dem Zaubernden starke Kampfzauber einzusetzen, um Feinde zu töten oder kampfunfähig zu machen.
- Lebensmagie: Diese Richtung bietet vor allem Heil- und Schutzzauber. Die Schutzzauber wirken besonders gut gegen Todesmagie. Lebensmagie und Todesmagie können nur in den seltensten Fällen kombiniert werden.
- Todesmagie: Die Todesmagie konzentriert sich auf Kontroll-, Furcht- und eben Todeszauber. Flüche und das Erwecken von Untoten Dienern werden ebenfalls oft eingesetzt.

Zusätzlich kann der Zauberer auch magische Kreaturen, die ebenfalls den Magierichtungen angehören beschwören und steuern. Ebenso ist es möglich, mächtige magische Gegenstände herzustellen.

## Spielwelt
MdM spielt in der fantastischen Spielwelt Ganthor. Magie- und Kampfregeln, Rassenbeschreibung und wissenschaftliche Gesetze sind auf diese Fantasywelt entwickelt worden, diese funktionieren jedoch auch in einem anderen Kontext. Ganthor ist eine klassische Fantasywelt, die sich von Norden nach Süden erstreckt und von Polargebieten, Tundra, Hoch- und Mittelgebirgen, gemäßigten, subtropischen und tropischen Klimazonen, ähnlich der Erde geprägt wird. Ganthor wird von Menschen und den "klassischen" Fantasyrassen, wie Elfen, Zwergen, Orks, Ogern, Goblins und Halblinge bewohnt. Diese sind wiederum in viele Unterrassen eingeteilt, von denen viele den Spielern bei der Charaktererstellung zur Auswahl stehen.
Wie in den Ganthorschen Geschichtsbüchern geschrieben steht, gibt es weit im Osten, westlich des "großen Rückens" und nach "der ewigen Salzwüste" einen isolierten, kleineren Kontinent, der Kajin genannt wird. Dort sollen Kreaturen aus früheren Zeiten leben (typische Fantasy und Märchen/Fabelwesen wie z. B.: Minotauren, Faune, Feen, Kobolde usw.). Hier sind auch Rassen aus Ganthor zu finden (Elfen, Zwerge usw.), welche vor langer Zeit von Ganthor flohen, um dem prophezeiten Einschlag des "Großen Meteors" zu entgehen.

## Offenheit
MdM ist unter einer Creative Commons Lizenz veröffentlicht, die es erlaubt das Spiel frei zu verändern, Weitergabe darf mit Namensnennung des Originals erfolgen, kommerzielle Nutzung ist nicht erlaubt. Das System wurde versucht so offen wie möglich zu halten, um Änderungen der Spieler zu vereinfachen. Das Grundsystem ist von Spielwelt, Rassen und Kontext unabhängig. Es wurde beispielsweise bereits ein auf W20 angepasstes Spielsystem veröffentlicht, das parallel auf der Homepage heruntergeladen werden kann.

## Das W20-System
Bei diesem System von "Meister der Magie" wird, wie der Name es besagt, hauptsächlich mit einem zwanzigseitigen Würfel gearbeitet. Es ist für fortgeschrittene Spieler und Spielleiter geeignet. Der Kern des W20-System ist, dass die Fertigkeiten, Persönlichkeitsmerkmale mit den Eigenschaften miteinander verknüpft sind. Damit steigert der Held, der "Klettern" trainiert, auch seinen Körperwert und naheliegend auch seine Kraft. Umgekehrt wirken sich die allgemeine körperliche Fitness und die Kraft auf die Fertigkeit Klettern positiv aus. 
Zusätzlich zeichnet sich das W20 System durch die ausgeklügelten Wissenschaften aus (Runologie, Artefakte, Alchemie usw.).
Um MdMW20 zu spielen, benötigt ein Spieler lediglich einen bis zwei W20, zwei bis sechs W6, eine Spielfigur, das Charakterdokument, Bleistift und Radiergummi.